# Lisia Baszta

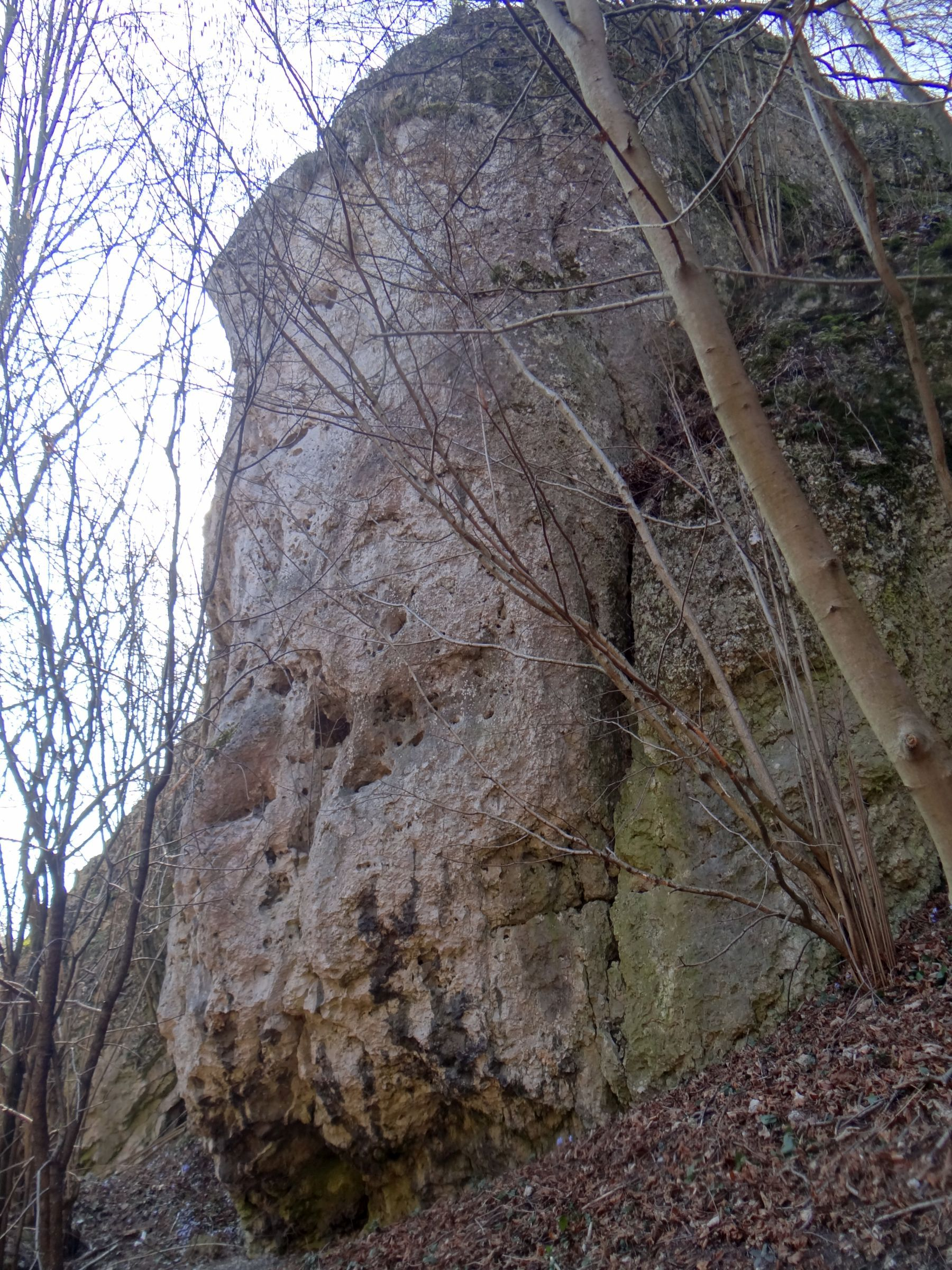

Lisia Baszta – skała w Dolinie Będkowskiej na Wyżynie Krakowsko-Częstochowskiej w granicach wsi Będkowice w województwie małopolskim, w powiecie krakowskim, w gminie Wielka Wieś. Znajduje się w orograficznie prawych zboczach Wąwozu Będkowickiego będącego bocznym odgałęzieniem tej doliny, nieco powyżej ścieżki wiodącej tym wąwozem, naprzeciwko turni Sernik znajdującej się w lewych jego zboczach i niżej.
Jest to zbudowana z wapieni skała o pionowych lub połogich ścianach wysokości 12 m. Poprowadzono na niej dwie drogi wspinaczkowe o trudności V i VI w skali polskiej. Jest wymieniona w portalu wspinaczkowym, w 2020 roku jest jednak zarośnięta drzewami i krzewami i brak wokół niej jakichkolwiek śladów, by była wykorzystywana do wspinaczki. Nie posiada zamontowanych punktów asekuracyjnych.

## Drogi wspinaczkowe
1. Wola donatora; VI
2. Cassus Stefana; VI[2]